# Beyond Paradise
Oltre il Paradiso, nota in precedenza come Beyond Paradise, è una serie televisiva britannica e spin-off della serie Delitti in Paradiso, trasmessa su BBC One dal 24 febbraio 2023, con protagonisti Kris Marshall e Sally Bretton.
In Italia la serie va in onda su Canale 5 dal 23 agosto 2023. Dalla seconda stagione, su Rai 2..

## Trama
Humphrey Goodman e Martha Lloyd lasciano Londra per trasferirsi a Shipton Abbott, città natale di Martha situata vicino alla costa del Devonshire. Nella nuova città, Martha realizza il suo sogno di gestire un ristorante in proprio, mentre Humphrey si unisce alle forze di polizia locali, ma il cambiamento mette alla prova la loro relazione.

## Episodi
| Stagione         | Episodi | Prima TV Regno Unito | Prima TV Italia |
| ---------------- | ------- | -------------------- | --------------- |
| Prima stagione   | 6       | 2023                 | 2023            |
| Speciale         | 1       | 2023                 | inedito         |
| Seconda stagione | 6       | 2024                 | 2025            |
| Speciale         | 1       | 2024                 | inediti         |
| Terza stagione   | 6       | 2025                 | inediti         |

## Personaggi e interpreti

### Personaggi principali
- Humphrey Goodman (stagione 1-in corso), interpretato da Kris Marshall, doppiato da Franco Mannella. È il nuovo detective ispettore della stazione di polizia di Shipton Abbott. Ha lasciato Saint Marie per seguire Martha a Londra, e ora sono fidanzati. All'inizio i suoi colleghi sono scettici nei suoi confronti, ma riesce rapidamente a guadagnarsi la loro stima e simpatia. Non solo è un uomo intelligente, ma le sue abilità empatiche gli consentono di comprendere i moventi dietro ai crimini su cui indaga.
- Martha Lloyd (stagione 1-in corso), interpretata da Sally Bretton, doppiata da Valentina Mari. È la compagna di Humphrey. Nel tentativo di avere una famiglia con il suo compagno lei Humphrey si trasferiscono a Shipton Abbott, perché lei vuole stare più vicina a sua madre. Una volta trasferiti apre un suo ristorante. Rinuncia ad avere dei figli dopo aver tentato vanamente più volte con la fecondazione in vitro.
- Esther Williams (stagione 1-in corso), interpretata da Zahra Ahmadi, doppiata da Benedetta Ponticelli. È il sergente investigativo della stazione di polizia di Shipton Abbott. Diffida di Humphrey quando lo incontra per la prima volta e all'inizio non è sicura del suo approccio ai metodi di investigazione, ma col tempo impara a stimarlo. È una madre single, infatti ha una figlia.
- Kelby Hartford (stagione 1-in corso), interpretato da Dylan Llewellyn, doppiato da Andrea Di Maggio. È un agente di polizia, gli vengono affidati i casi minori, ha un buon rapporto con gli abitanti della comunità di Shipton Abbott, è un ragazzo determinato benché spesso appaia come una persona timida e ingenua.
- Margo Martins (stagione 1-in corso), interpretata da Felicity Montagu, doppiata da Antonella Alessandro. È la segretaria della stazione di polizia. È sempre presente nell'ufficio presidiando le telefonate o svolgendo lavori di ricerca. Donna pungente, sarcastica e provocativa. Dai vari racconti della sua gioventù si evince che in passato era una ragazza avventurosa. Per propria ammissione sul suo corpo ha nove tatuaggi.
- Anne Lloyd (stagione 1-in corso), interpretata da Barbara Flynn, doppiata da Anna Rita Pasanisi. È la madre di Martha, da molti anni è vedova. Lei e la figlia sono molto unite, inoltre si affeziona molto a Humphrey. Anne per sua figlia spesso ricopre il ruolo di confidente.
- Zoe Williams (stagione 3, ricorrente stagioni 1-2), interpretata da Melina Sinadinou. È la figlia di Esther.
- Archie Hughes (stagione 3, ricorrente stagione 1), interpretato da Jamie Bamber, doppiato da Marco Vivio. È l'ex fidanzato di Martha, per un po' di tempo è stato suo socio in affari per l'apertura del ristorante. Possiede anche un vigneto ed è il fornitore di vino del locale che gestisce con Martha. Anche se si sono lasciati da molti anni, Archie prova ancora qualcosa per lei.

### Personaggi ricorrenti
- Charlotte "Charlie" Woods (stagione 1-in corso), interpretata da Jade Harrison, doppiata da Stella Musy. È il sovrintendente del South West Police. Pur stimando Humphrey e la sua squadra, tenta più volte di chiudere la stazione di polizia di Shipton Abbott da Woods ritenuta troppo piccola e poco pratica in modo da realizzare il proprio progetto e trasformare il corpo di polizia del Devonshire e affacciarlo all'era moderna. Kelby ha un debole per lei.
- Josh Woods (stagione 1-in corso), interpretato da Chris Jenks, doppiato da Mattia Billi. È un ladruncolo di mezza tacca. Non è una persona pericolosa, i guai che combina sono motivati principalmente dalla propria immaturità, tanto che Humphrey preferisce sorvolare sui casini che combina.
- Lucy (stagione 1-in corso), interpretata da Eva Feiler. È la fidanzata di Josh.
- Richard Baxter (stagione 2-in corso), interpretato da Peter Davison. È il nuovo compagno della madre di Martha.
- Harriet Owen (stagione 2-in corso), interpretata da Amalia Vitale. È un'impiegata dalla casa di cura.

### Altri personaggi
- Neville Parker (stagione 1), interpretato da Ralf Little, doppiato da Nanni Baldini.
- Commissario Selwyn Patterson (stagione 1), interpretato da Don Warrington, doppiato da Stefano Mondini.
- Catherine Bordey (stagione 1), interpretata da Elizabeth Bourgine, doppiata da Roberta Paladini.
- Marlon Pryce (stagione 1), interpretato da Tahj Miles, doppiato da Alex Polidori.
- Naomi Thomas (stagione 1), interpretata da Shantol Jackson, doppiata da Elena Perino.

## Produzione
La serie è stata creata da Robert Thorogood e Tony Jordan come spin-off della serie Delitti in Paradiso, è prodotta da Red Planet Pictures.
Al termine dell'ultimo episodio della prima stagione, è stato annunciato uno speciale natalizio e il rinnovo per una seconda stagione. Il 26 aprile 2024, dopo il termine della seconda stagione, sono stati commissionati un altro speciale natalizio e una terza stagione.

### Riprese
La serie è ambientata nella città immaginaria di Shipton Abbott. Dopo aver preso in considerazione diverse location, i produttori hanno deciso di girare la serie nella località balneare di Looe, in Cornovaglia. Alcune scene sono state girate all'Università di Plymouth.

## Distribuzione
Nel Regno Unito la serie va in onda su BBC One dal 24 febbraio 2023: la prima stagione è stata trasmessa dal 24 febbraio al 7 aprile 2023 seguita da uno speciale natalizio il 24 dicembre 2023, mentre la seconda stagione dal 22 marzo al 26 aprile 2024.
In Italia la serie va in onda su Canale 5 dal 23 agosto 2023: la prima stagione è stata trasmessa dal 23 agosto al 6 settembre 2023 e lo speciale natalizio che rimane inedito, mentre la seconda stagione è inedita.
La prima stagione verrà in seguito replicata su Rai 2, assieme alla seconda, e agli special natalizi a partire da maggio 2025. Tuttavia, mentre su Canale5 la prima stagione era stata trasmessa con il titolo originale in inglese (''Beyond Paradise'') sulla Rai viene replicata con il titolo tradotto in italiano (''Oltre il paradiso'').

## Curiosità
Due attrici del cast, Barbara Flynn e Zahra Ahmadi, avevano in precedenza preso parte alla serie madre, in ruoli differenti.